# Назарчук Зіновій Теодорович
Зіно́вій Теодо́рович Назарчу́к—матеріалознавець,  український фізик, голова Західного наукового центру Національної академії наук України, директор Фізико-механічний інститут ім. Г.В.Карпенка (ФМІ) Національної Академії наук України, академік Національної академії наук України.
Учений у галузі фізики неруйнівного контролю та діагностики матеріалів, академік Національної академії наук України, Заслужений діяч науки і техніки України, лауреат Державної премії України в галузі науки і техніки.

## Біографія
- Народився 12 квітня 1952 року у Львові, у робітничій сім'ї.
- У 1974 р. закінчив із відзнакою фізичний факультет Львівського державного (нині – національного) університету ім. Івана Франка у 1974 році за спеціальністю «оптичні прилади і спектроскопія», здобувши кваліфікацію «фізик-оптик». Ще під час навчання в університеті зв’язав свою долю з академічною наукою, захопившись результатами досліджень її кращих представників.

Зокрема, у студентські роки стажувався в Інституті фізики Академії наук УРСР (тепер – Національна академія наук України) у відділі академіка НАН України М.С. Бродина, досліджуючи екситонні спектри ряду молекулярних кристалів в умовах вакууму та гелієвих температур. Дипломну роботу на тему: «Дослідження деяких нелінійних ефектів при розповсюдженні електромагнітних та пружних хвиль скінченої амплітуди» виконував у Львівському філіалі математичної фізики Інституту математики Академії наук УРСР (сьогодні – Інститут прикладних проблем механіки і математики ім. Я.С. Підстригача НАН України) у відділі академіка НАН України Я.С. Підстригача.  
Після служби в Радянській армії (м. Ахалкалаки, Закавказький військовий округ, 1974-1976 р.р.) зарахований на роботу у Фізико-механічний інститут ім. Г.В.Карпенка НАН України, де пройшов шлях від старшого інженера відділу фізичних основ міцності матеріалів (керівник – академік НАН України В.В. Панасюк), першого заступника директора (1991-2014 р.р.) та директора інституту (з 2015 р.).
- У 1982р. захистив кандидатську, а в 1990 році — докторську дисертацію на тему «Чисельне розв'язання двовимірних задач дифракції методом сингулярних інтегральних рівнянь».
- 1988 рік Старший науковий співробітник.
- У 1991р. очолює відділ фізико-математичних основ неруйнівного контролю та діагностики Фізико-механічного інституту ім. Г.В.Карпенка і водночас стає першим заступником директора.
- 1995 рік - член-кореспондент НАН України (відділення фізико-технічних проблем матеріалознавства, спеціальність: матеріалознавство, міцність матеріалів).
- 1998 рік - професор за спеціальністю "теоретична фізика"
- 2002 рік - дійсний член НТШ ( Наукове товариство імені Шевченка).
- З 2006 р. в.о. голови, а з 2007 року - голова Західного наукового центру НАН України та МОН України, член Президії НАН України.
- Голова Програмного комітету VI Міжнародної конференції з математичних методів в електромагнітній теорії (ММЕТ-96).
- Член правління Українського відділення міжнародного радіосоюзу — URSI та Українського товариства з неруйнівного контролю і технічної діагностики.
- Скньйор Міжнародного інституту інженерів-радіофізиків (IEEE), член Європейського товариства з цілісності конструкцій (ESIS), Національного комітету України з теоретичної і прикладної механіки та Українського товариства з механіки руйнування.

Історія посадових статусів у НАН України
з 29.04.2007 Член Президії, Президія НАН України, Національна академія наук України;
з 11.03.2015 Директор, Фізико-механічний інститут ім.Г.В.Карпенка;
з 17.04.2009 по 29.04.2015 Член Президії, Президія НАН України, Національна академія наук України;
з 23.08.2006 по 16.04.2009 Член Президії, Президія НАН України, Національна академія наук України;
з 07.06.1991 по 30.06.2006 Заступник директора з наукової роботи, Фізико-механічний інститут ім.Г.В.Карпенка;
з 23.10.1990 по 06.06.1991 Завідувач відділу, Фізико-механічний інститут ім.Г.В.Карпенка;
з 24.12.1984 по 22.10.1990 Старший науковий співробітник, Фізико-механічний інститут ім.Г.В.Карпенка;
з 01.06.1982 по 23.12.1984 Молодший науковий співробітник, Фізико-механічний інститут ім.Г.В.Карпенка;
з 01.04.1976 по 31.05.1982 Старший інженер, Фізико-механічний інститут ім.Г.В.Карпенка;

## Наукові роботи
З 1984 р. активно працює над розробкою ефективних чисельних методів моделювання взаємодії зондуючого поля з макродефектами конструкційного матеріалу. В результаті виконаних досліджень, математичні методи теорії дифракції збагатилися новими поняттями, вперше з'явилася коректна методика строгого врахування особливостей динамічного зондуючого поля в околі ребер і зломів тріщиноподібних дефектів. Розроблені підходи виявилися особливо ефективними для методик контролю корозійних тріщин галуження і ламаних тонких включень.
Запропонована З.Т.Назарчуком конструктивна теорія дифракції ефективна в широкому хвильовому діапазоні— від квазістатики до квазіоптики, включаючи найважчу для аналізу проміжну область, для якої відомі наближені підходи є непридатними. Одержані результати у багатьох випадках дають змогу замінити дороге натурне випробування елементів сучасної дефектоскопічної апаратури їх машинним моделюванням, закладають реальну можливість паспортизації найважливіших параметрів відповідних вузлів.
З 1991р. Зіновій Теодорович вивчає резонансне розсіяння хвиль дефектними матеріалами. Він показав, що високодобротні коливання, які виникають за певних режимів опромінення зразка, принципово дають змогу конструювати надійну високочутливу апаратуру неруйнівного контролю, що ґрунтується на принципі «так—ні». Вчений уперше запропонував відійти від традиційного компенсаційного підходу у багатопараметровому вихорострумовому контролі і ввести роздільне вимірювання кожного з параметрів. Це означає розвиток апаратурного розв'язання оберненої задачі теорії розсіяння у практиці неруйнівного контролю. Аналогічну ідею вчений поширив на проблеми радіохвильового контролю нещільностей у багатошарових діелектричних композиціях, виявлення корозійних пошкоджень під покриттями, а також на експериментальні методики визначення адгезії покриттів.
Під керівництвом З.Т.Назарчука з 1991р. в інституті розгорнуто комплекс фундаментальних робіт щодо встановлення кореляційних зв'язків між контрольованими параметрами і характеристиками руйнування матеріалів. Постало завдання розробки критеріїв оцінки стану матеріалу в процесі виробництва і за зовнішньої дії навантажень та робочих середовищ. 
Неруйнівні методи контролю дефектності матеріалів при цьому розглядаються лише як одна з ланок технічної діагностики й прогнозування поведінки матеріалів та конструкційних елементів. Особлива увага надається вивченню тонкої структури сигналів, а також її інтерпретації залежно від фізичних параметрів досліджуваного матеріалу. Отримано результати, які відзначаються науковою новизною і дають змогу по-новому трактувати можливості відомого у практиці неруйнівного контролю методу акустичної емісії. Разом зі своїми коллегами з Фізико-механічного інституту ім. Г.В.Карпенка НАН України зробив значний науковий внесок у розвиток чисельно-аналітичних методів розв’язування сингулярних операторних рівнянь математичної фізики, побудував аналітичні розв’язки ряду змішаних крайових задач, що складають еталонну базу для діагностування стану об’єктів; запропонував ефективні підходи до розв’язання ряду обернених задач розсіяння електромагнітних хвиль; сформулював і теоретично обґрунтував шляхи вирішення проблеми селективного вихрострумового контролю дефектності матеріалів; надав якісно нового рівня інтерпретації даних акустико-емісійної діагностики елементів конструкцій під час зародження та поширення тріщин у матеріалах. Забезпечив створення принципово нових засобів неруйнівного контролю та технічної діагностики, що визначають світовий рівень досягнень у цій галузі науки. З.Т. Назарчук започаткував новий напрям діагностування тонких міжфазних дефектів шаруватих композитів, оснований на використанні ефектів їх резонансної взаємодії з полем пружних хвиль та оптичних методів відновлення поля деформацій робочих поверхонь. За його участі відкрито та досліджено нове фізичне явище – зростання інтенсивності і кількості стрибкоподібних переміщень доменних стінок під час квазістатичного перемагнечення ферито-перлітних сталей залежно від концентрації в них водню. Ці роботи, а також встановлення кореляції між параметрами акустико-емісійної діагностики і характеристиками руйнування матеріалів, розроблення критеріїв оцінювання стану матеріалу та вивчення тонкої структури сигналів заклали нову парадигму методології, розширили межі застосування і підвищити інформативність акустико-емісійної діагностики важливих інженерних об’єктів тривалої експлуатації.
Науковий керівник ряду міжнародних дослідницьких проектів. Підготував 5 докторів та 7 кандидатів наук. Неодноразово читав курси лекцій з математичної теорії дифракції хвиль в університетах Японії. Успішно демонстрував створені у ФМІ новітні засоби оцінювання адгезії лакофарбових покривів на засіданні експертної ради компанії Sherwin Williams (США). Автор 18 монографій (5 англомовних, з яких 4 опубліковані у міжнародному видавництві Springer) та 390 робіт у науковій періодиці.
З.Т. Назарчук виконує значну громадську науково-організаційну роботу як член Президії Наукового товариства імені Шевченка, член правлінь Українського товариства з неруйнівного контролю і технічної діагностики та Українського товариства з механіки руйнування матеріалів. 
Він був головою експертної ради ВАК України із загального машинобудування, член Комітету з Державних премій України в галузі науки і техніки та Комітету з Національної премії України імені Бориса Патона. Очолював спеціалізовану вчену раду із захисту кандидатських і докторських дисертацій при Фізико-механічному інституті ім. Г.В.Карпенка НАН України. Був співредактором спеціального випуску праць Інституту радіоінженерів і електроніків (IEICE, Японія), присвяченого розсіянню і дифракції хвиль, а також міжнародної серії монографій "International Series of Monographs on Advanced Electromagnetics" (Science House, Tokіo). Головний редактор журналу «Фізико-хімічна механіка матеріалів» та міжвідомчого збірника «Відбір і обробка інформації».
Одружений, разом із дружиною – Олександрою Богданівною мають доньку – Роксолану, кандидата філологічних наук, доцента Національного університету «Львівська політехніка», яка викладає загальне мовознавство та контрастивну лінгвістику.

## Праці
Вибрані монографії З.Т. Назарчука:
З.Т. Назарчук Численное исследование дифракции волн на цилиндрических структурах. – Киев, Наук. думка, 1989. – 256с.
Z. Nazarchuk Singular integral equations in diffraction theory. – Lviv, Phys.-Mech. Inst., 1994. – 216p.
Д.Б. Куриляк, З.Т. Назарчук Аналітико-числові методи в теорії дифракції хвиль на конічних і клиноподібних поверхнях. – Київ, Наук. думка, 2006. – 320 с.
Z. Nazarchuk, V. Skalskyi, O. Serhiyenko Acoustic Emission: Methodology and Application. – Springer International Publishing, 2017. – 294 p.
V. Skalskyi, Z. Nazarchuk, O. Stankevych Acoustic Emission: Fracture Detection in Structural Materials. – Springer International Publishing, 2022. – 218 p.
Z. Nazarchuk, L. Muravsky, D. Kuryliak Optical Metrology and Optoacoustics in Nondestructive Evaluation of Materials. – Springer International Publishing, 2023. – 402 p.
V. Skalskyi, Z. Nazarchuk Magnetoelastic Acoustic Emission: Theory and Application in Ferromagnetic Materials. – Springer International Publishing, 2024. – 343 p